# Port-Louis (Morbihan)
Port-Louis (bretonisch Porzh-Loeiz) ist eine französische Stadt mit 2689 Einwohnern (Stand 1. Januar 2022) im Département Morbihan in der Region Bretagne.
Die Stadt liegt gleich neben der größeren Stadt Lorient, nur durch eine Meeresbucht getrennt.

## Geschichte
Port-Louis hieß ursprünglich Blavet, nach dem gleichnamigen Fluss Blavet, der hier in den Atlantik mündet, und wurde 1618 von Louis XIII. von Frankreich in Port-Louis umbenannt.
Eine Zitadelle deckte die Einfahrt in die Bucht und den Hafen. Deren Bau begann im Jahr 1590 unter Ludwig XIII und sollte Frankreich vor englischen, spanischen oder niederländischen Feinden schützen. Seit 1666 war Port-Louis Sitz der Französischen Ostindienkompanie.
Die Zitadelle wurde im Zweiten Weltkrieg als Gefangenenlager von den Deutschen benutzt. Im Mai und Juni 1944 wurden dort 69 Angehörige (bzw. Verdächtigte) der Résistance erschossen.
Die Stadt bzw. ihre deutsche Besatzung wurde von den Alliierten umfangreich bombardiert.
Von 1921 bis 1939 war Port Louis Endpunkt einer Strecke der Chemins de fer du Morbihan.
Heute beherbergt die Zitadelle das Musée de la Compagnie des Indes (Museum der Französische Ostindienkompanie) und das Musée national de la Marine de Port-Louis (Nationales Marinemuseum).

## Bevölkerungsentwicklung
| Jahr                       | 1962 | 1968 | 1975 | 1982 | 1990 | 1999 | 2010 | 2019 |
| Einwohner                  | 4140 | 3921 | 3715 | 3327 | 2986 | 2808 | 2718 | 2654 |
| Quellen: Cassini und INSEE |      |      |      |      |      |      |      |      |

## Sehenswürdigkeiten

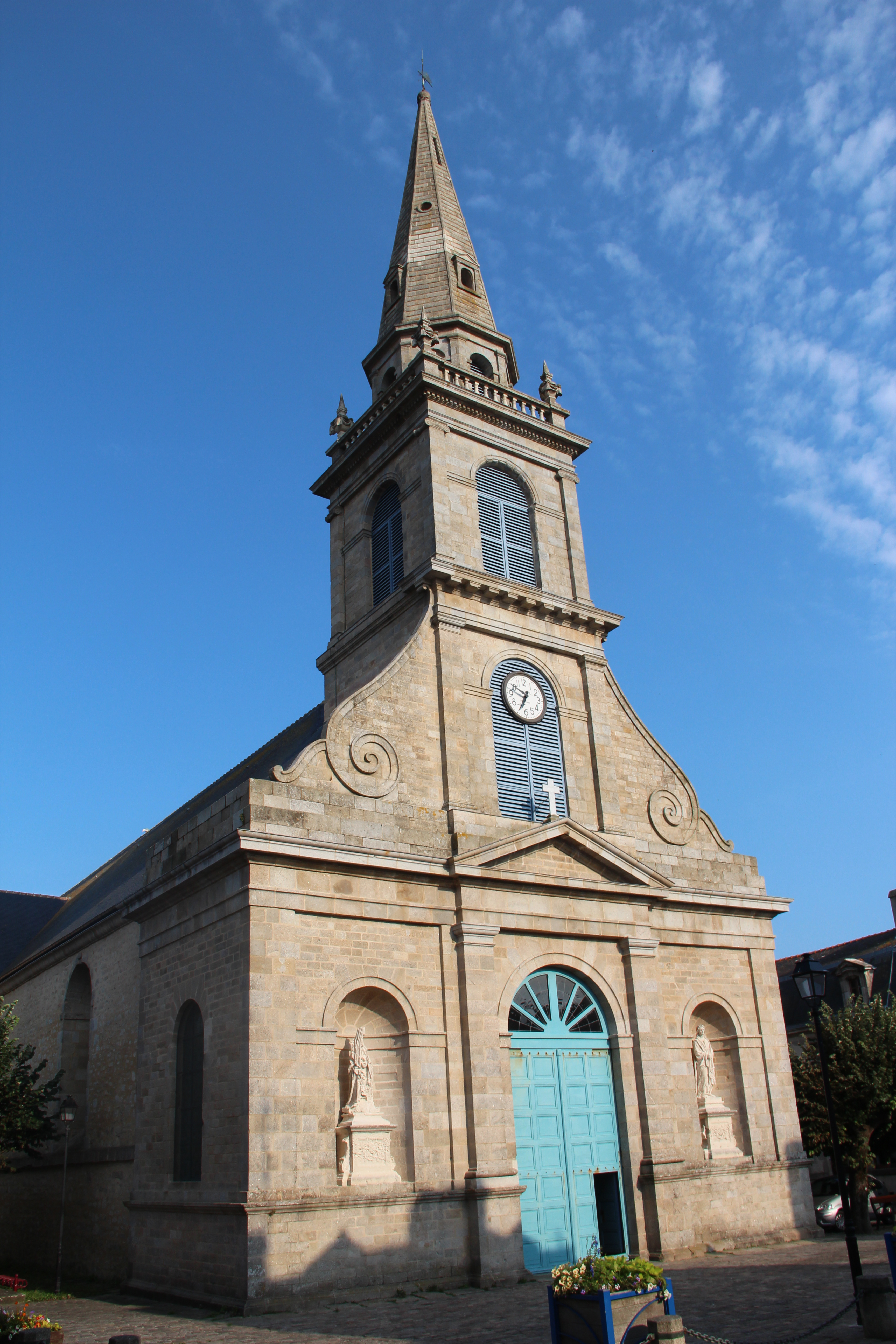
Kirche Mariä Himmelfahrt

- Kirche Mariä Himmelfahrt

## Städtepartnerschaft
Seit 1992 ist Port-Louis mit Bad Harzburg in Niedersachsen durch eine Städtepartnerschaft verbunden. Initiatoren waren die damaligen Bürgermeister Michel Vigouroux und Klaus Homann. Heute wird die Partnerschaft hauptsächlich von der Stadt Bad Harzburg, der Deutsch-Französischen Gesellschaft Bad Harzburg und dem Verein Les amis du jumelage mit Leben erfüllt.

## Persönlichkeiten
- Jules Crozet (1728–1782), französischer Entdecker